# Zwitserland op de Olympische Winterspelen 1964
Tijdens de Olympische Winterspelen van 1964, die in Innsbruck (Oostenrijk) werden gehouden, nam Zwitserland voor de negende keer deel.

## Deelnemers en resultaten

### Alpineskiën
| Olympiër           | Discipline       | Resultaat | Prestatie                       |
| ------------------ | ---------------- | --------- | ------------------------------- |
| Edy Bruggmann      | reuzenslalom (m) | 19e       | 1.55,30 (+8,59)                 |
| Willy Favre        | afdaling (m)     | 8e        | 2.20,23 (+2,07)                 |
| Willy Favre        | reuzenslalom (m) | 4e        | 1.48,69 (+1,98)                 |
| Willy Favre        | slalom (m)       | 14e       | 2.18,22 (+7,09) 1.13,63+1.04,59 |
| Dumeng Giovanoli   | afdaling (m)     | 13e       | 2.21,16 (+3,00)                 |
| Georg Grünenfelder | afdaling (m)     | 18e       | 2.22,69 (+4,53)                 |
| Stefan Kälin       | slalom (m)       | 10e       | 2.16,04 (+4,91) 1.13,92+1.02,12 |
| Adolf Mathis       | slalom (m)       | 6e        | 2.12,99 (+1,86) 1.10,77+1.02,22 |
| Josef Minsch       | afdaling (m)     | 4e        | 2.19,54 (+1,38)                 |
| Josef Minsch       | reuzenslalom (m) | 9e        | 1.50,61 (+3,90)                 |
| Josef Minsch       | slalom (m)       | dq-2      | diskwalificatie run 2           |
| Beat von Allmen    | reuzenslalom (m) | 14e       | 1.54,05 (+7,34)                 |
|                    |                  |           |                                 |
| Ruth Adolf         | afdaling (v)     | 20e       | 2.02,59 (+7,20)                 |
| Ruth Adolf         | reuzenslalom (v) | 12e       | 1.55,83 (+3,59)                 |
| Fernande Bochatay  | reuzenslalom (v) | 9e        | 1.54,59 (+2,35)                 |
| Fernande Bochatay  | slalom (v)       | dnf-1     | opgave run 1                    |
| Françoise Gay      | reuzenslalom (v) | 15e       | 1.57,21 (+4,97)                 |
| Françoise Gay      | slalom (v)       | 13e       | 1.39,00 (+9,14) 45,78+53,22     |
| Heidi Obrecht      | afdaling (v)     | 17e       | 2.02,23 (+6,84)                 |
| Heidi Obrecht      | slalom (v)       | 14e       | 1.39,33 (+9,47) 47,37+51,96     |
| Theres Obrecht     | afdaling (v)     | 19e       | 2.02,41 (+7,02)                 |
| Theres Obrecht     | reuzenslalom (v) | 11e       | 1.54,91 (+2,67)                 |
| Theres Obrecht     | slalom (v)       | 25e       | 1.54,09 (+24,23) 1.02,56+51,53  |

### Biatlon
| Olympiër           | Discipline | Resultaat | Prestatie                               |
| ------------------ | ---------- | --------- | --------------------------------------- |
| Marcel Vogel       | 20 km (m)  | 45e       | 1:53.14,1 (+32.47,3) pen.: 12 (2-3-3-4) |
| Erich Schönbächler | 20 km (m)  | 46e       | 1:53.59,5 (+33.32,7) pen.: 12 (3-2-2-5) |
| Willy Junod        | 20 km (m)  | 47e       | 1:54.00,7 (+33.33,9) pen.: 13 (4-4-4-1) |
| Peter Gerig        | 20 km (m)  | 48e       | 2:02.32,5 (+42.05,7) pen.: 16 (3-5-5-3) |

### Bobsleeën
| Olympiër                                                 | Discipline                   | Resultaat | Prestatie                                               |
| -------------------------------------------------------- | ---------------------------- | --------- | ------------------------------------------------------- |
| Hans Zoller Robert Zimmermann                            | 2-mansbob (m) Zwitserland I  | 10e       | 4.28,15 (+6,25) (1.06,97 / 1.06,20 / 1.07,60 / 1.07,38) |
| Herbert Kiesel Oskar Lory                                | 2-mansbob (m) Zwitserland II | 17e       | 4.31,20 (+9,30) (1.07,33 / 1.07,70 / 1.07,92 / 1.08,25) |
| Hans Zoller Hans Kleinpeter Fritz Lüdi Robert Zimmermann | 4-mansbob (m) Zwitserland I  | 10e       | 4.19,05 (+4,59) (1.04,83 / 1.04,52 / 1.04,97 / 1.04,73) |
| Herbert Kiesel Bernhard Wild Hansrüdi Beugger Oskar Lory | 4-mansbob (m) Zwitserland II | 8e        | 4.18,12 (+3,66) (1.04,33 / 1.04,54 / 1.04,65 / 1.04,60) |

### Kunstrijden
| Olympiër                  | Discipline | Resultaat | Prestatie                |
| ------------------------- | ---------- | --------- | ------------------------ |
| Markus Germann            | mannen     | 19e       | pc. 186,0; 1578,0 punten |
| Peter Grütter             | mannen     | 24e       | pc. 208,0; 1517,2 punten |
| Franziska Schmidt         | vrouwen    | 23e       | pc. 193,0; 1662,8 punten |
| Monika Zingg              | vrouwen    | 27e       | pc. 248,0; 1568,9 punten |
| Gerda Johner Rüdi Johner  | paarrijden | 6e        | pc. 56,0; 95,4 punten    |
| Monique Mathys Yves Ällig | paarrijden | 17e       | pc. 147,5; 81,5 punten   |

### Langlaufen
| Olympiër                                                    | Discipline            | Resultaat | Prestatie                                                    |
| ----------------------------------------------------------- | --------------------- | --------- | ------------------------------------------------------------ |
| Hans Ammann                                                 | 15 km (m)             | 29e       | 55.44,9 (+4.50,8)                                            |
| Hans Ammann                                                 | 30 km (m)             | 28e       | 1:39.55,7 (+9.05,0)                                          |
| Alphonse Baume                                              | 30 km (m)             | 43e       | 1:42.41,8 (+11.51,1)                                         |
| Alphonse Baume                                              | 50 km (m)             | 26e       | 3:03.49,1 (+19.56,5)                                         |
| Georges Dubois                                              | 30 km (m)             | 39e       | 1:42.26,8 (+11.36,1)                                         |
| Georges Dubois                                              | 50 km (m)             | 31e       | 3:07.21,8 (+23.29,2)                                         |
| Konrad Hischier                                             | 15 km (m)             | 40e       | 56.42,3 (+5.48,2)                                            |
| Konrad Hischier                                             | 30 km (m)             | 27e       | 1:39.43,6 (+8.52,9)                                          |
| Alois Kälin                                                 | 50 km (m)             | 20e       | 2:56.30,5 (+12.37,9)                                         |
| Franz Kälin                                                 | 15 km (m)             | 32e       | 55.50,3 (+4.56,2)                                            |
| Franz Kälin                                                 | 50 km (m)             | 29e       | 3:06.09,3 (+22.16,7)                                         |
| Hans-Sigfrid Oberer                                         | 15 km (m)             | 31e       | 55.47,9 (+4.53,8)                                            |
| Konrad Hischier Alois Kälin Franz Kälin Hans-Sigfrid Oberer | 4x10 km estafette (m) | 9e        | 2:31.52,8 (+13.18,2) (37.32,7 / 37.05,1 / 38.18,3 / 38.56,7) |

### Noordse combinatie
| Olympiër    | Discipline | Resultaat | Prestatie                                                                                         |
| ----------- | ---------- | --------- | ------------------------------------------------------------------------------------------------- |
| Alois Kälin | mannen     | 12e       | 413,23 punten schans: 159,9 p 61,7 (67,0 m)+81,6 (59,0 m)+78,3 (54,0 m) 15 km: 253,33 p (49.12,8) |

### Rodelen
| Olympiër                    | Discipline | Resultaat | Prestatie                                                  |
| --------------------------- | ---------- | --------- | ---------------------------------------------------------- |
| Emil Egli                   | mannen     | 18e       | 3.41,56 (+14,79) (55,01 / 56,24 / 54,80 / 55,51)           |
| Arnold Gartmann             | mannen     | 20e       | 3.42,15 (+15,38) (55,17 / 55,27 / 55,74 / 55,97)           |
| Ulrich Jucker               | mannen     | 26e       | 3.55,24 (+28,47) (1.03,81 / 55,92 / 57,41 / 58,10)         |
| Jean-Pierre Gottschall      | mannen     | 31e       | 4.32,08 (+1.05,31) (1.03,05 / 1.04,82 / 1.01,85 / 1.22,36) |
| Ursula Amstein              | vrouwen    | 11e       | 3.42,81 (+18,14) (54,25 / 56,58 / 55,90 / 56,08)           |
| Elisabeth Nagele            | vrouwen    | 12e       | 3.43,29 (+18,62) (55,28 / 55,10 / 57,61 / 55,30)           |
| Monika Lücker               | vrouwen    | dnf       | opgave                                                     |
| Beat Häsler Arnold Gartmann | dubbel     | 9e        | 1.47,09 (+5,47) (53,78 / 53,31)                            |
| Emil Egli Hansruedi Roth    | dubbel     | 11e       | 1.50,08 (+8,46) (54,88 / 55,20)                            |

### Schaatsen
| Olympiër           | Discipline   | Resultaat | Prestatie         |
| ------------------ | ------------ | --------- | ----------------- |
| Peter Büttner      | 5000 m (m)   | 40e       | 8.45,5 (+1.07,1)  |
| Jean-Pierre Guéron | 500 m (m)    | 43e       | 44,9 (+4,8)       |
| Jean-Pierre Guéron | 1500 m (m)   | 53e       | 2.32,3 (+22,0)    |
| Ruedi Uster        | 1500 m (m)   | 44e       | 2.23,4 (+13,1)    |
| Ruedi Uster        | 5000 m (m)   | 32e       | 8.24,8 (+46,4)    |
| Ruedi Uster        | 10.000 m (m) | 29e       | 17.23,4 (+1.33,3) |

### Schansspringen
| Olympiër         | Discipline         | Resultaat | Prestatie                                               |
| ---------------- | ------------------ | --------- | ------------------------------------------------------- |
| Ueli Scheidegger | normale schans (m) | 48e       | 176,4 punten 89,4 (72,0 m)+87,0 (68,5 m)+76,7 (64,0 m)  |
| Ueli Scheidegger | grote schans (m)   | 51e       | 154,3 punten 42,4 (73,0 m)+78,9 (70,0 m)+75,4 (65,0 m)  |
| Heribert Schmid  | normale schans (m) | 25e       | 200,1 punten 99,7 (76,5 m)+92,7 (71,5 m)+100,4 (74,0 m) |
| Heribert Schmid  | grote schans (m)   | 46e       | 175,0 punten 84,9 (78,0 m)+90,1 (78,5 m)+77,6 (64,0 m)  |
| Josef Zehnder    | normale schans (m) | 51e       | 171,7 punten 88,1 (69,0 m)+45,5 (66,0 m)+83,6 (66,0 m)  |
| Josef Zehnder    | grote schans (m)   | 48e       | 172,3 punten 88,9 (80,0 m)+47,9 (73,0 m)+83,4 (68,0 m)  |

### IJshockey
| Olympiër | Discipline | Resultaat | Prestatie |
| --- | ---------- | --------- | --- |
| Franz Berry Roger Chappot Rolf Diethelm Elvin Friedrich Gaston Furrer Oskar Jenny René Kiener Pio Parolini Kurt Pfammatter Gérard Rigolet Max Rüegg Walter Salzmann Herold Truffer Peter Wespi Otto Wittwer Jürg Zimmermann Peter Stammbach | mannen     | 8e        | kwalificatieronde: 5 - 1 Zwitserland - Noorwegen A-groep (1e-8e plaats): 0 - 8 Zwitserland - Canada 0 - 4 Zwitserland - Finland 0 - 15 Zwitserland - Sovjet-Unie 1 - 5 Zwitserland - Tsjecho-Slowakije 0 - 12 Zwitserland - Zweden 5 - 6 Zwitserland - Duits eenheidsteam 3 - 7 Zwitserland - Verenigde Staten |

Argentinië · Australië · België · Bulgarije · Canada · Chili · Denemarken · Duits eenheidsteam · Finland · Frankrijk · Griekenland · Groot-Brittannië · Hongarije · IJsland · India · Iran · Italië · Japan · Joegoslavië · Libanon · Liechtenstein · Mongolië · Nederland ·  Noord-Korea · Noorwegen · Oostenrijk · Polen · Roemenië · Sovjet-Unie · Spanje · Tsjecho-Slowakije · Turkije · Verenigde Staten · Zuid-Korea · Zweden · Zwitserland